# Mountainbike-Weltmeisterschaften 1998
Die 11. Mountainbike-Weltmeisterschaften fanden vom 14. bis 20. September 1998 am Mont Sainte-Anne in Kanada statt. Es wurden insgesamt neun Entscheidungen in den Disziplinen Cross Country und Downhill ausgefahren.

## Cross Country

### Männer
| Platza | Land | Athlet             | Zeit         |
| ------ | ---- | ------------------ | ------------ |
| 1      | FRA  | Christophe Dupouey | 2:13:27 Std. |
| 2      | FRA  | Jérôme Chiotti     | 2:14:09 Std. |
| 3      | BEL  | Filip Meirhaeghe   | 2:15:10 Std. |

Länge: 47,4 km

### Frauen
| Platz | Land | Athletin           | Zeit         |
| ----- | ---- | ------------------ | ------------ |
| 1     | FRA  | Laurence Leboucher | 2:12:40 Std. |
| 2     | NOR  | Gunn-Rita Dahle    | 2:14:33 Std. |
| 3     | CAN  | Alison Sydor       | 2:16:59 Std. |

Länge: 39,7 km

### Männer U23
| Platz | Land | Athlet           | Zeit         |
| ----- | ---- | ---------------- | ------------ |
| 1     | FRA  | Miguel Martinez  | 1:51:45 Std. |
| 2     | SUI  | Christoph Sauser | 1:53:52 Std. |
| 3     | BEL  | Roel Paulissen   | 1:54:16 Std. |

Länge: 39,7 km

### Junioren
| Platz | Land | Athlet         | Zeit         |
| ----- | ---- | -------------- | ------------ |
| 1     | FRA  | Julien Absalon | 1:36:18 Std. |
| 2     | CAN  | Ryder Hesjedal | 1:37:39 Std. |
| 3     | SWE  | Fredrik Modin  | 1:38:15 Std. |

Länge: 32,0 km

### Juniorinnen
| Platz | Land | Athletin           | Zeit         |
| ----- | ---- | ------------------ | ------------ |
| 1     | FRA  | Cécile Rode        | 1:29:39 Std. |
| 2     | FRA  | Séverine Hansen    | 1:29:53 Std. |
| 3     | FRA  | Sandrine Guironnet | 1:30:13 Std. |

Länge: 24,3 km

## Downhill

### Männer
| Platz | Land | Athlet           | Zeit        |
| ----- | ---- | ---------------- | ----------- |
| 1     | FRA  | Nicolas Vouilloz | 4:47,89 min |
| 2     | NED  | Mickael Pascal   | 4:52,38 min |
| 3     | FRA  | Eric Carter      | 4:56,50 min |

### Frauen
| Platz | Land | Athletin               | Zeit        |
| ----- | ---- | ---------------------- | ----------- |
| 1     | FRA  | Anne-Caroline Chausson | 5:26,47 min |
| 2     | FRA  | Nolvenn Le Caer        | 5:37,03 min |
| 3     | USA  | Cheri Elliott          | 5:40,21 min |

### Junioren
| Platz | Land | Athlet         | Zeit        |
| ----- | ---- | -------------- | ----------- |
| 1     | FRA  | Fabien Barel   | 4:47,63 min |
| 2     | FRA  | Franck Parolin | 4:59,91 min |
| 3     | AUS  | Nathan Rennie  | 4:59,95 min |

### Juniorinnen
| Platz | Land | Athletin           | Zeit        |
| ----- | ---- | ------------------ | ----------- |
| 1     | SUI  | Sari Jorgensen     | 5:47,73 min |
| 2     | FRA  | Sabrina Jonnier    | 6:00,29 min |
| 3     | GER  | Johanna Rubel-Todt | 6:05,08 min |